# Umberto Boccioni
Umberto Boccioni (Reggio Calabria, 19 ottobre 1882 – Verona, 17 agosto 1916) è stato un pittore, scultore e scrittore italiano, esponente del futurismo. L'idea di rappresentare visivamente il movimento e la sua ricerca sui rapporti tra oggetto e spazio hanno influenzato fortemente le sorti della pittura e della scultura del XX secolo.

## Biografia

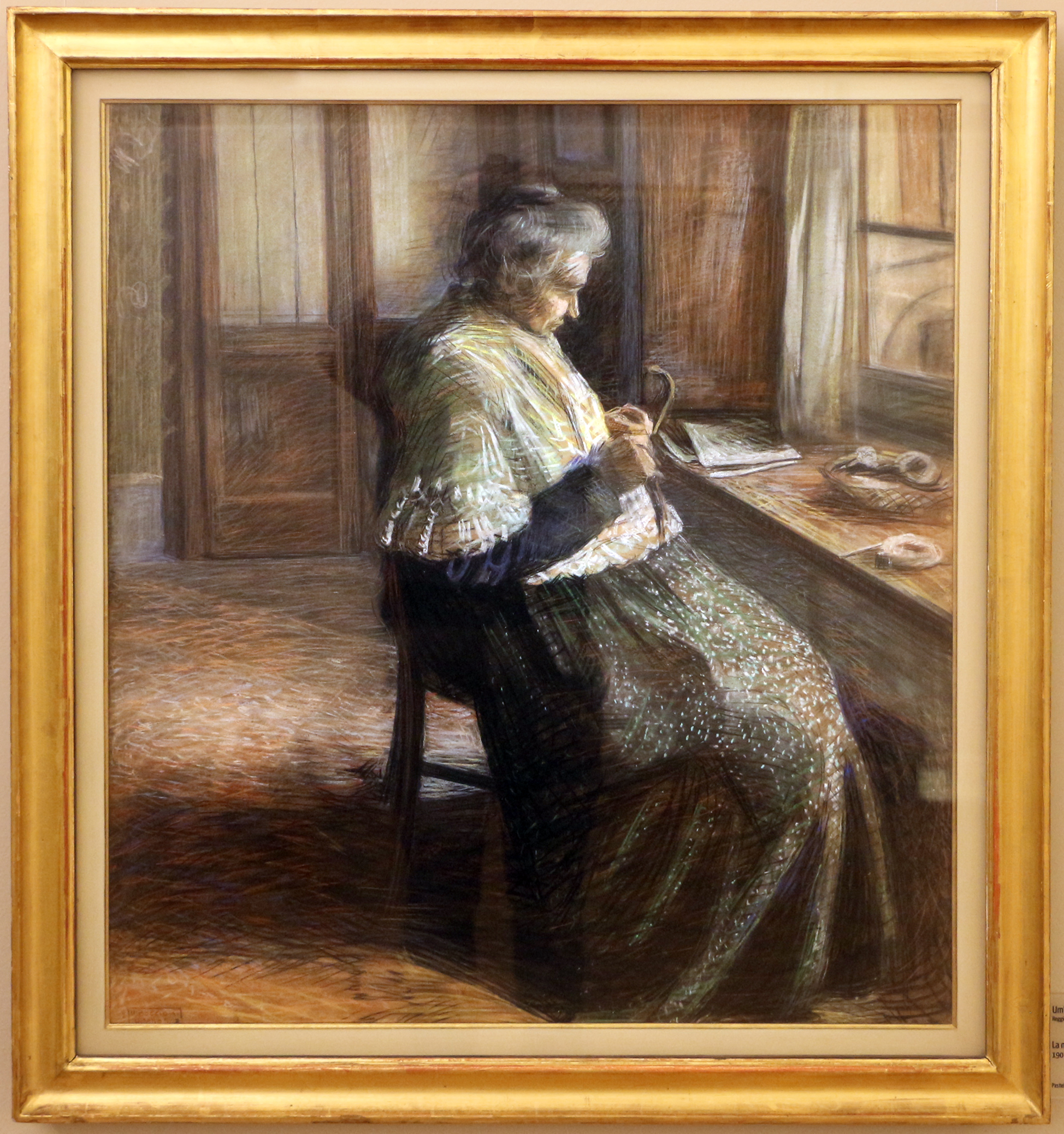
Ritratto della madre, 1907

### I primi anni
I genitori di Umberto erano Raffaele Boccioni e Cecilia Forlani, originari di Morciano di Romagna (25 km da Rimini). Il padre, che lavorava come usciere di prefettura, fu costretto a spostarsi in varie città d'Italia in base alle esigenze di servizio. Umberto nacque il 19 ottobre 1882 a Reggio Calabria; qui frequentò le prime classi delle elementari, successivamente la famiglia si trasferì a Forlì, poi a Genova e a Padova. Nel 1897 giunse l'ordine di un nuovo trasferimento a Catania. Questa volta la famiglia si separò: Umberto e il padre andarono in Sicilia; la madre con la sorella maggiore Amelia, nata a Roma, restarono in Veneto. A Catania Umberto frequentò l'istituto tecnico fino a ottenere il diploma. Collaborò con alcuni giornali locali e scrisse il suo primo romanzo: Pene dell'anima che reca la data 6 luglio 1900.

Nel 1901 Umberto si trasferisce a Roma, dove il padre è stato di nuovo trasferito. Frequenta spesso la casa della zia Colomba. In poco tempo s'innamora di una delle sue figlie, Sandrina. Umberto ha circa vent'anni e frequenta lo studio di un cartellonista, dove apprende i primi rudimenti della pittura. In questo periodo conosce Gino Severini, con il quale frequenta, a Porta Pinciana, lo studio del pittore divisionista Giacomo Balla. All'inizio del 1903 Umberto e Severini frequentano la Scuola libera del Nudo, dove incontrano Mario Sironi, anch'egli allievo di Balla, con il quale stringeranno una duratura amicizia. In quell'anno Umberto dipinge la sua prima opera Campagna Romana o Meriggio.

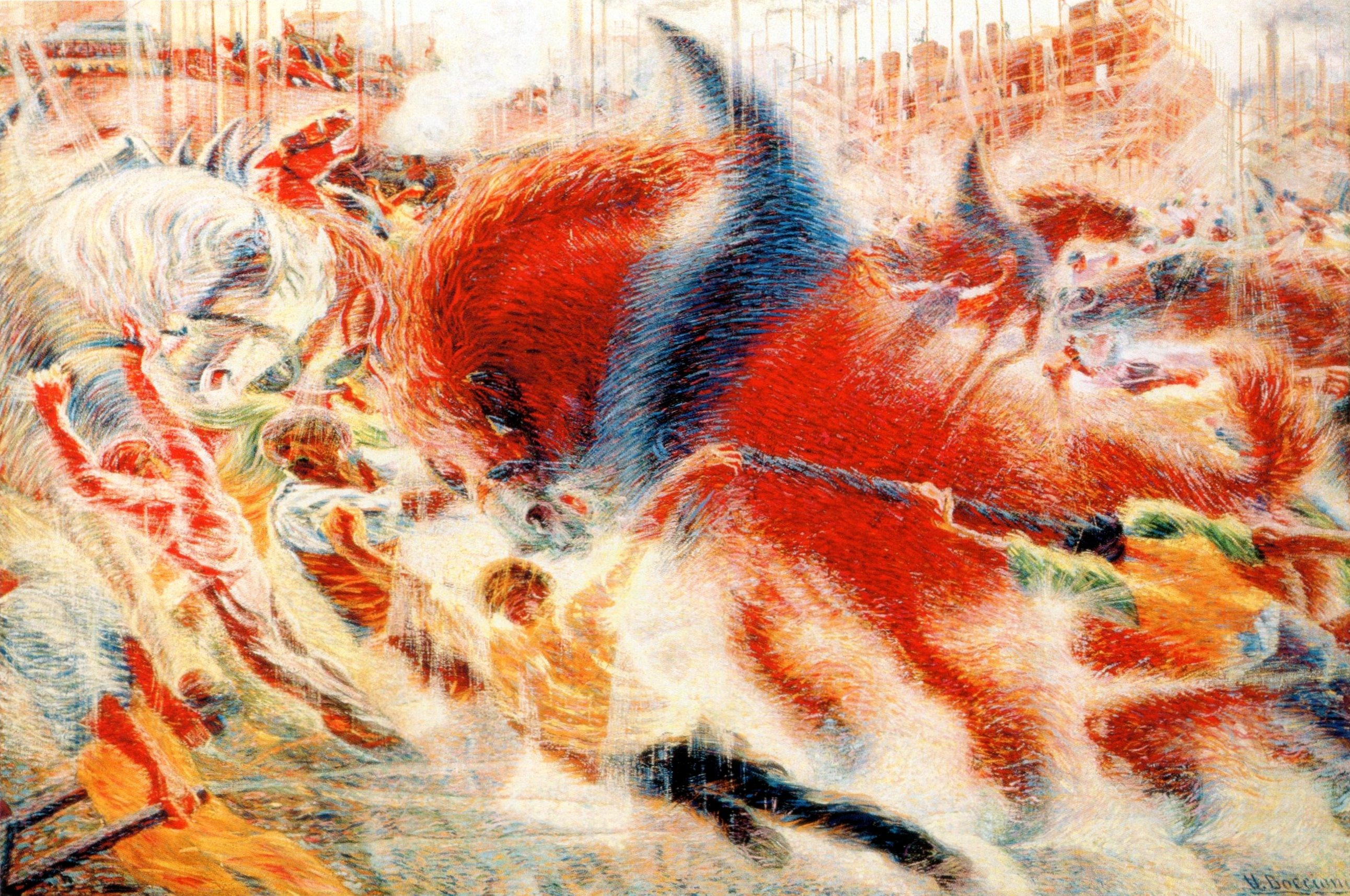
Umberto Boccioni La città (che) sale (1910-11)

Umberto Boccioni e Mario Sironi a Parigi nel 1914.

Con l'aiuto di entrambi i genitori riesce a viaggiare all'estero: la prima destinazione è Parigi (aprile-agosto 1906), cui segue la Russia da cui ritorna nel novembre dello stesso anno. A Parigi conosce Augusta Popoff: dalla loro relazione nascerà nell'aprile 1907 un figlio, Pëtr (Pietro). Nell'aprile 1907 Umberto si iscrive alla Scuola libera del Nudo del Regio Istituto di Belle Arti di Venezia. Inizia un altro viaggio verso la Russia ma l'interrompe a Monaco di Baviera, dove visita il museo. Al ritorno disegna, dipinge attivamente, pur restando inappagato perché sente i limiti della cultura italiana che reputa ancora essenzialmente "cultura di provincia". Nel frattempo affronta le prime esperienze nel campo dell'incisione.

### Il futurismo
Nell'autunno del 1907 per la prima volta andò a Milano, dove da alcuni mesi abitavano la madre e la sorella. Intuisce subito che è la città più di altre in ascesa e che corrisponde alle sue aspirazioni dinamiche. Diventa amico di Romolo Romani, frequenta Previati, di cui risente qualche influsso nella sua pittura che sembra rivolgersi al simbolismo. Diviene socio della Permanente.
Durante questi anni di formazione, visita molti musei e gallerie d'arte. Ha, quindi, la possibilità di conoscere direttamente opere di artisti di ogni epoca ma, specialmente, antichi. Alcuni di questi, come per esempio Michelangelo, rimarranno sempre suoi modelli ideali. Nonostante ciò, essi diventeranno anche i bersagli principali della polemica avviata nel periodo futurista contro l'arte antica e contro il passatismo. Incontra il futurista Filippo Tommaso Marinetti. Con lui collabora alla stesura del Manifesto tecnico del movimento futurista (1910), cui segue il Manifesto dei pittori futuristi (1911), scritto insieme a Carlo Carrà, Luigi Russolo, Giacomo Balla e Gino Severini. Obiettivo dell'artista moderno doveva essere, secondo gli estensori, liberarsi dai modelli e dalle tradizioni figurative del passato, per volgersi risolutamente al mondo contemporaneo, dinamico, vivace, in continua evoluzione.

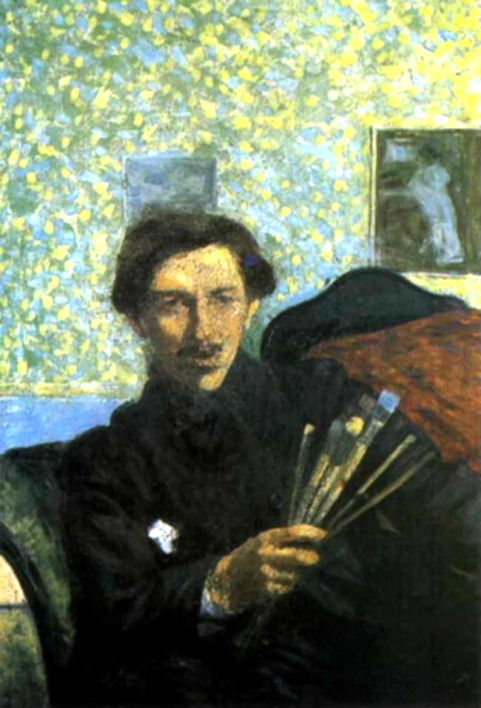
Autoritratto, 1905-1906

Quali soggetti della rappresentazione si proponevano dunque la città, le macchine, la caotica realtà quotidiana. Nelle sue opere, Boccioni seppe esprimere magistralmente il movimento delle forme e la concretezza della materia. Benché influenzato dal cubismo, cui rimproverò l'eccessiva staticità, Boccioni evitò nei suoi dipinti le linee rette e adoperò colori complementari. In quadri come Dinamismo di un ciclista (1913), o Dinamismo di un calciatore (1913), la raffigurazione di uno stesso soggetto in stadi successivi nel tempo suggerisce efficacemente l'idea dello spostamento nello spazio. Simile intento governa del resto anche la scultura di Boccioni, per la quale spesso l'artista trascurò i materiali nobili come marmo e bronzo, preferendo il legno, il ferro e il vetro. Ciò che gli interessava era illustrare l'interazione di un oggetto in movimento con lo spazio circostante. Pochissime sue sculture sono sopravvissute.
In seno alla Società Umanitaria dove ha appena terminato il grande dipinto Il Lavoro (oggi al MoMA di New York con il titolo La città che sale), nell'aprile-maggio 1911, con Ugo Nebbia, Carlo Carrà, Alessandrina Ravizza e altri, dà vita a Milano al Primo Padiglione d'Arte Libera, imponente esposizione dalle modernissime linee guida, dove si terrà anche la prima collettiva in assoluto di pittori futuristi (nei dismessi padiglioni Giulio Ricordi).
Nel 1912 Boccioni inaugura un periodo di intensi studi sia in vista della pubblicazione del suo testo teorico più importante, Pittura e scultura futuriste (1914), sia in vista della realizzazione del capolavoro Materia (1912). Consulta molti volumi di argomento storico-artistico e filosofico di cui stila una lista di titoli. In particolare, approfondisce la conoscenza del pensiero del filosofo francese Henri Bergson, leggendo il libro Materia e memoria (1896). Le teorie di Bergson sulla memoria spontanea, intesa come intuizione dell'unità fondamentale della materia, suggeriscono a Boccioni l'idea della compenetrazione dei piani come «simultaneità dell'interno con l'esterno + ricordo + sensazione», consentendogli di unire nel corso del processo creativo ricordi personali (familiari, per esempio) a suggestioni derivanti dall'arte antica o primitiva, alla scomposizione delle forme di derivazione cubista. Nell'olio su tela Materia, per esempio, Boccioni esegue un ritratto di sua madre Cecilia Forlani, divinizzata come Grande Madre, integrando la scomposizione cubista e l'uso dei colori complementari di derivazione impressionista con la ieratica frontalità della statuaria greca di epoca arcaica. Tra i libri consultati nel 1912, infatti, Boccioni cita, nella sua lista, il tomo VIII, dedicato alla scultura arcaica, e in particolare la pagina 689, dell'opera in più volumi di Georges Perrot e Charles Chipiez, Histoire de l'art dans l'antiquité (1882-1914) in cui i due autori trattano della cosiddetta legge della frontalità nella statuaria antica.
Tra le opere pittoriche più rilevanti di Boccioni si ricordano Il Lavoro (La città che sale) (1910), Rissa in galleria (1910), Stati d'animo (1911) – in cui i moti dell'animo sono espressi attraverso lampi di luce, spirali e linee ondulate disposte diagonalmente – Forze di una strada (1911), dove la città, quasi organismo vivo, ha peso preponderante rispetto alle presenze umane.

### La prima guerra mondiale e la morte

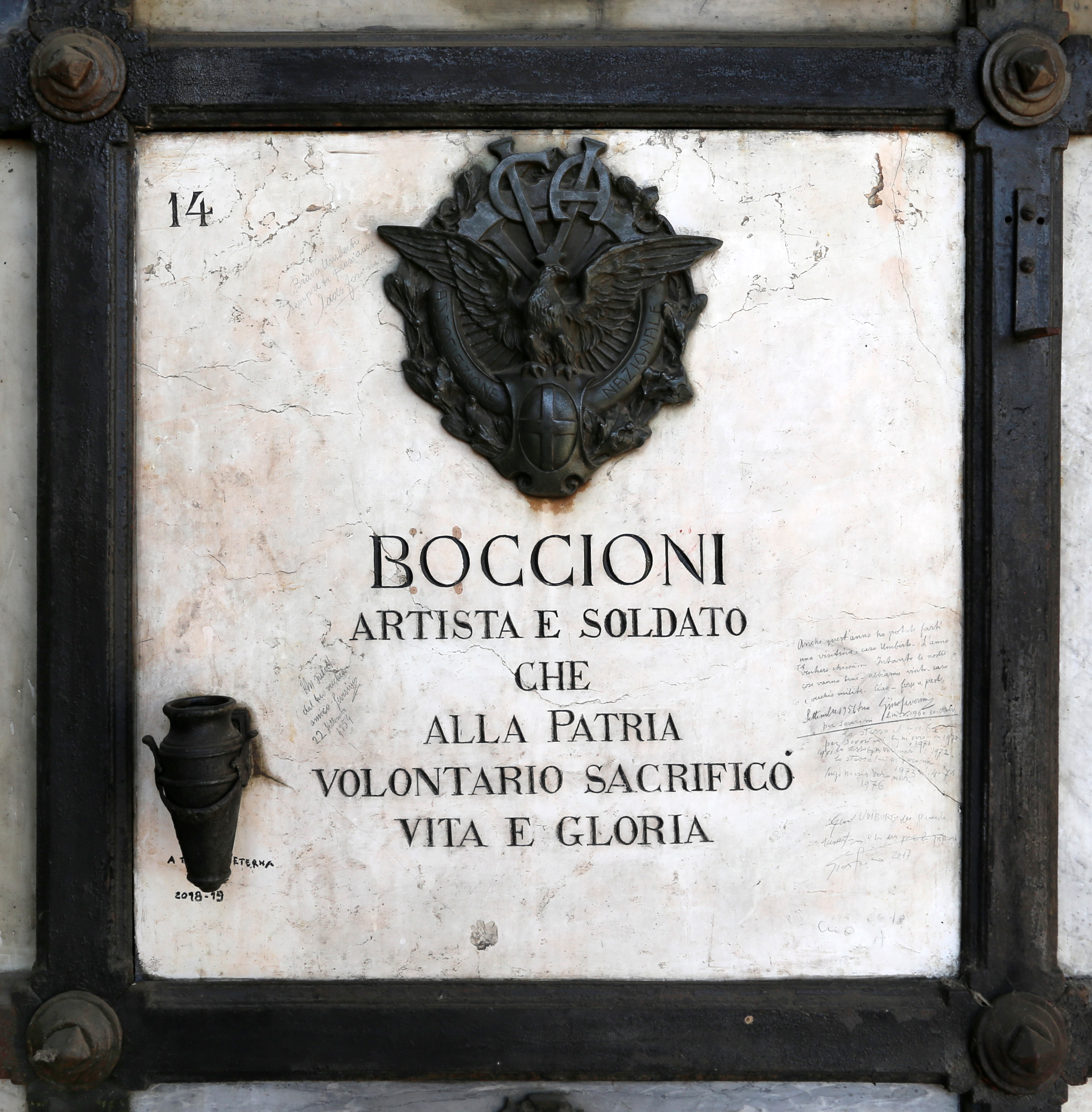
La lapide nel cimitero monumentale di Verona

Nel 1915 l'Italia entra in guerra. Boccioni, interventista, si arruola volontario, assieme a un gruppo di artisti, nel Corpo nazionale volontari ciclisti automobilisti, ma non ha occasione di entrare in combattimento. In una lettera dal fronte dell'ottobre 1915 il pittore scrive, infatti, che la guerra «quando si attende di battersi, non è che questo: insetti + noia = eroismo oscuro....».
Nel giugno del 1916 Boccioni (che all'epoca è in attesa di partire per il fronte) con il compositore Ferruccio Busoni è ospite dei marchesi Della Valle di Casanova a Villa San Remigio, sulla sponda occidentale del Lago Maggiore. Nello stesso periodo Vittoria Colonna Caetani, mentre suo marito Leone Caetani è al fronte, trascorre le sue giornate nella quiete dell'Isolino di San Giovanni (la più piccola delle Isole Borromee), che ha affittato per l'estate. Qui si occupa del giardino e scrive lettere al marito. Dopo un primo incontro dai Casanova, dove Vittoria si è recata incuriosita del ritratto di Busoni appena eseguito, Boccioni e Vittoria cominciano a vedersi ogni giorno. Nel corso del mese di luglio Boccioni è a due riprese ospite di Vittoria all'Isolino. L'ultimo soggiorno si conclude il 23 luglio. Alla morte di Boccioni, avvenuta poco tempo dopo, è ritrovata nel suo portafogli l'ultima delle lettere ricevute da Vittoria.
Il 17 agosto 1916 Boccioni muore all'età di 33 anni all'ospedale militare di Verona, per le ferite riportate in seguito alla caduta accidentale dalla propria cavalla, imbizzarritasi alla vista di un autocarro. La caduta era avvenuta il giorno prima durante un'esercitazione militare, in località Sorte a Chievo, frazione di Verona, dove oggi si trova la sua lapide commemorativa, in una stradina immersa nella campagna. La salma di Boccioni ha trovato sepoltura nel cimitero monumentale di Verona, nei calti antichi del secondo campo, accanto al quale volle poi essere sepolta anche la madre. Sul marmo che chiude e riporta il nome dell'artista si possono osservare le testimonianze scritte lasciate da altri artisti e conoscenti in visita.

## Dopo la morte

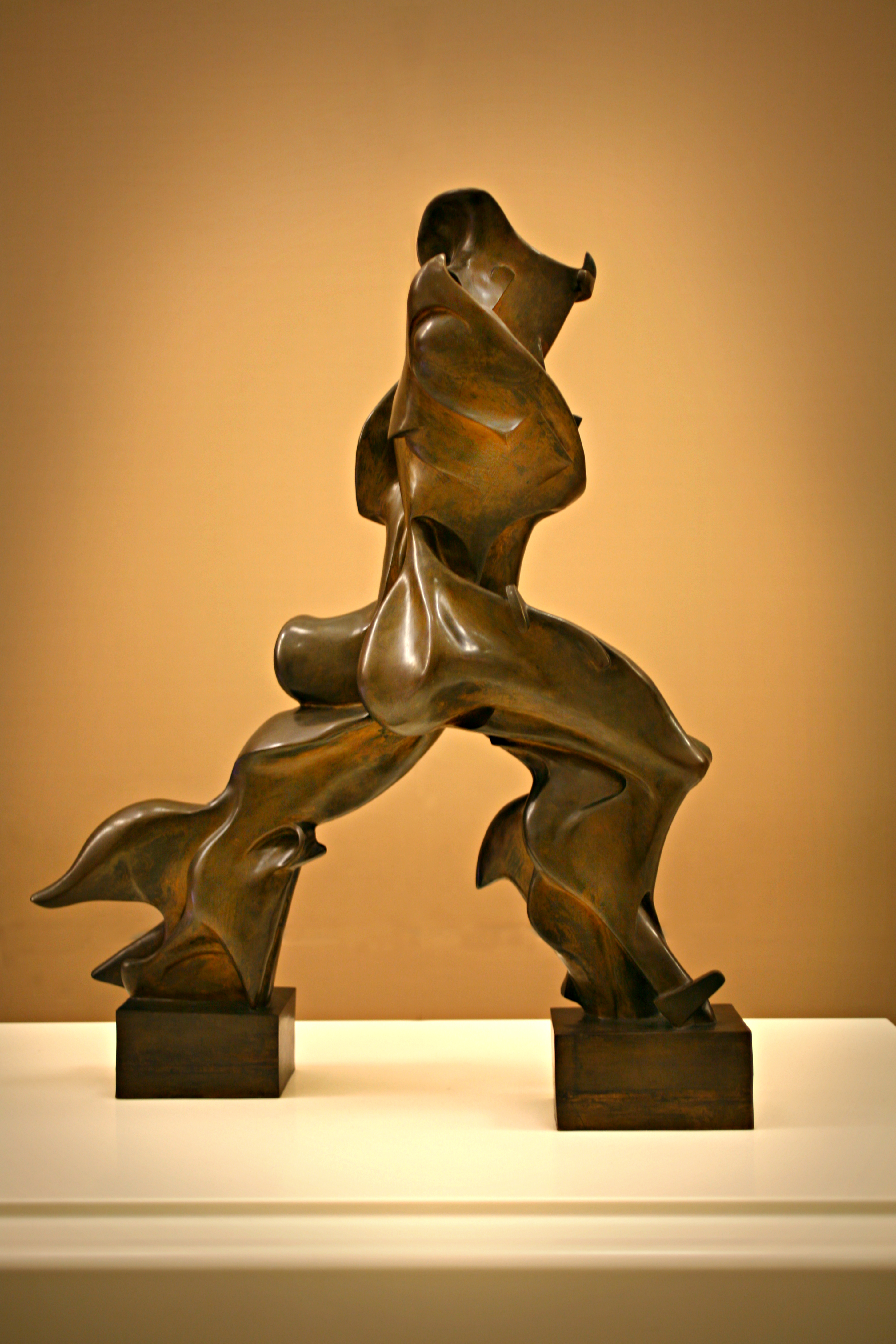
Forme uniche della continuità nello spazio, 1913. La scultura è stata scelta come soggetto della moneta italiana da 20 centesimi di euro

Nel 1959 tre sue opere (Donna a tavola, Paesaggio e Forme uniche della continuità nello spazio) vengono esposte alla mostra 50 anni d'arte a Milano. Dal divisionismo ad oggi, organizzata dalla Permanente.
Umberto Boccioni desiderava essere presente nella sua natia Calabria con una sua scultura. Dopo la sua scomparsa Filippo Tommaso Marinetti volle dare seguito al desiderio dell'artista promuovendo la realizzazione di una fusione in bronzo del capolavoro in gesso boccioniano: Forme uniche della continuità nello spazio del 1913.
Dopo ottant'anni il progetto Boccioni-Marinetti si è concretizzato con la donazione del bronzo della collezione Bilotti alla Galleria Nazionale di Cosenza. L'esemplare donato è l'unico dichiarato d'interesse particolarmente importante con un Decreto, il n° 77/2013 del Ministero dei Beni Culturali.

## Scritti
- Pittura, scultura, futuriste. Dinamismo plastico, Edizioni futuriste di "Poesia", 1914 (versione digitalizzata)
- Dinamismo plastico, 1916 (versione digitalizzata)
- Opera completa, 1927 (versione digitalizzata)
- Estetica e arte futuriste, 1946 (versione digitalizzata)

## Citazioni e omaggi
- Film TV I colori della gioventù di Gianluigi Calderone (2006)